# 林永年
林永年（1932年2月13日—），信息处理技术专家，中国工程院院士。
浙江省宁波市人。1960年，毕业于苏联莫斯科大学。任中国人民解放军总参谋部研究员，中国人民解放军信息工程大学教授。曾荣获国家科技进步奖一等奖。1995年，当选为中国工程院院士。